# Love, etc.
Love, etc. è un film del 1996 diretto da Marion Vernoux.
Il soggetto è tratto dal romanzo di Julian Barnes del 1991 Parliamone (Talking It Over). La storia è incentrata su un triangolo amoroso i cui protagonisti sono interpretati da Charlotte Gainsbourg, Yvan Attal e Charles Berling.

## Trama
Benoît e Pierre sono amici da venti anni ma sono molto diversi. Benoît è posato, ha un lavoro in banca ed è benestante. Pierre è un professore di lettere, estroverso e imprevedibile, ha continuamente bisogno di prestiti da parte dell'amico, al quale sostiene di aver procurato tutte le partner di cui si ricordi.
Partito Pierre per una lunga vacanza, Benoît risponde ad un annuncio proprio per smentire l'amico che diceva che non fosse capace di approcciare una donna da solo. 
La ragazza dell'annuncio è Marie, una restauratrice di quadri antichi che non ha difficoltà ad appagarsi dal punto di vista sessuale, ma che non è altrettanto soddisfatta della sua vita sentimentale. Benoît se ne innamora perdutamente e lei crede così di aver trovato l'uomo della sua vita.
Quando torna Pierre, Benoît è soddisfatto di mostrare la sua nuova fiamma e mente sulle modalità con le quali si sono conosciuti. Pierre è da subito attratto da Marie e al matrimonio di questa con l'amico deve confessare a se stesso di esserne perdutamente innamorato.
Frenato inizialmente dal rispetto per l'amico, Pierre è però sempre più convinto che quella sia la donna della sua vita e comincia una corte serrata che mette in grande imbarazzo Marie, incapace di parlarne con il marito, ma fermamente convinta a non alimentare le speranze del suo spasimante.
Pierre si fa ossessivo e Marie, in realtà sempre sensibile al suo fascino ma frenata dall'amore per Benoît, dopo mesi di insistenza cede. 
Benoît, che senza darlo a vedere, aveva da sempre capito tutto, in una drammatica serata, chiude con la moglie e con l'amico, mostrandosi disgustato più per le bugie e i sotterfugi che non per la relazione tra i due, della quale prende atto che essendo una cosa seria non può essere contrastata.
Anni dopo i tre si ritrovano su una spiaggia per festeggiare amichevolmente insieme il capodanno del nuovo millennio. Marie fa coppia felicemente con Pierre ma non ha divorziato da Benoît che non pare averla dimenticata, ma che comunque si è rifatto una vita e ora attende un bambino dalla sua nuova compagna.

## Produzione
L'adattamento cinematografico sposta l'azione dall'Inghilterra alla Francia.
Si noti che il film si basa sulle vicende narrate nel romanzo del 1991 Parliamone (Talking It Over) mentre il romanzo dello stesso autore uscito nel 2000, Amore, dieci anni dopo (Love, etc), dunque dopo l'uscita del film, narra le vicende degli stessi protagonisti a dieci anni di distanza dal primo romanzo traendo il titolo originale proprio dall'adattamento cinematografico di questo.

## Riconoscimenti
- 1997 - Premio César
  - Candidatura per la migliore attrice a Charlotte Gainsbourg